# John Cooper Works
Pour les articles homonymes, voir JCW.
Ne pas confondre avec Mini World Rallye Team, le département compétition de Mini.

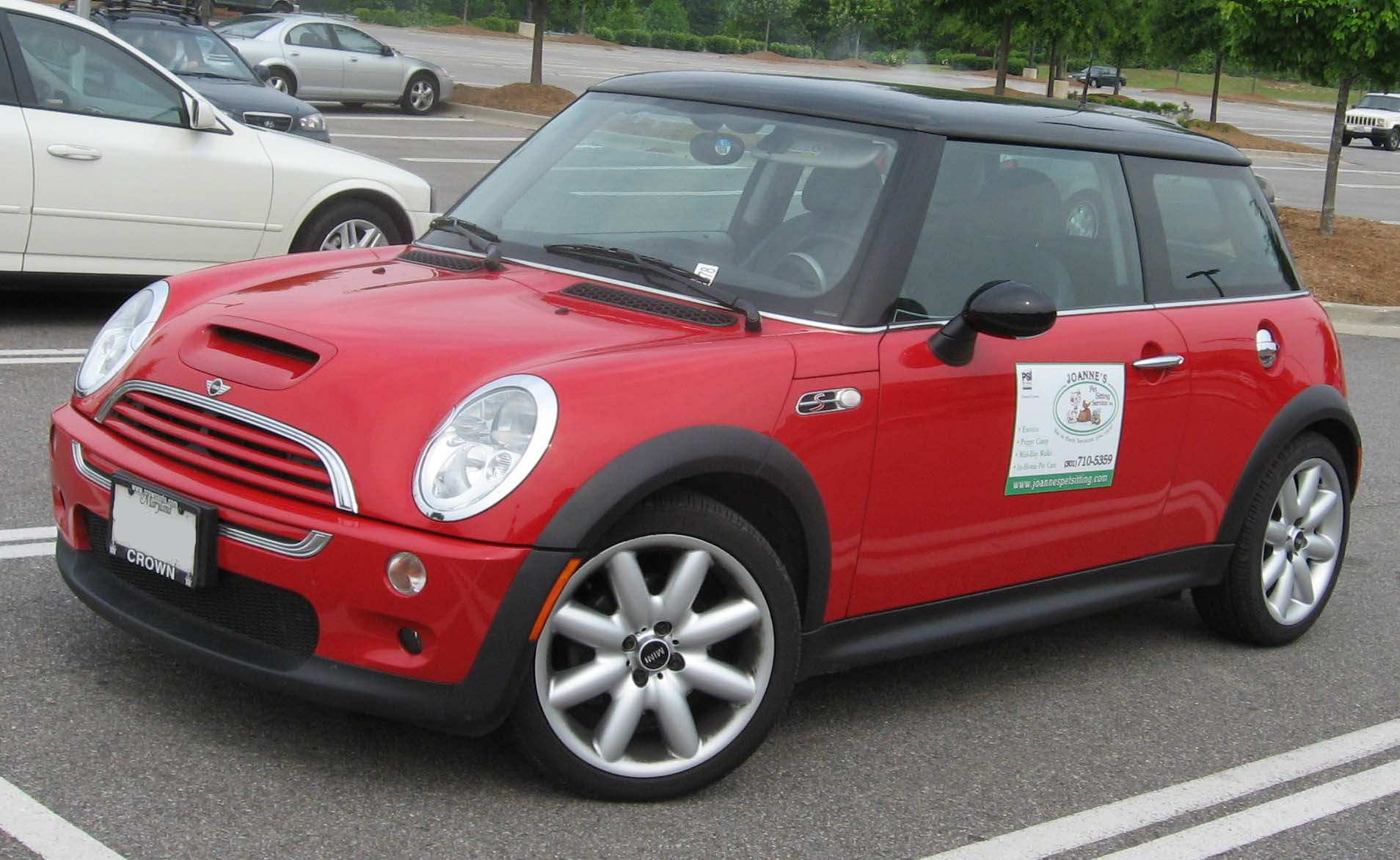
Mini Cooper S

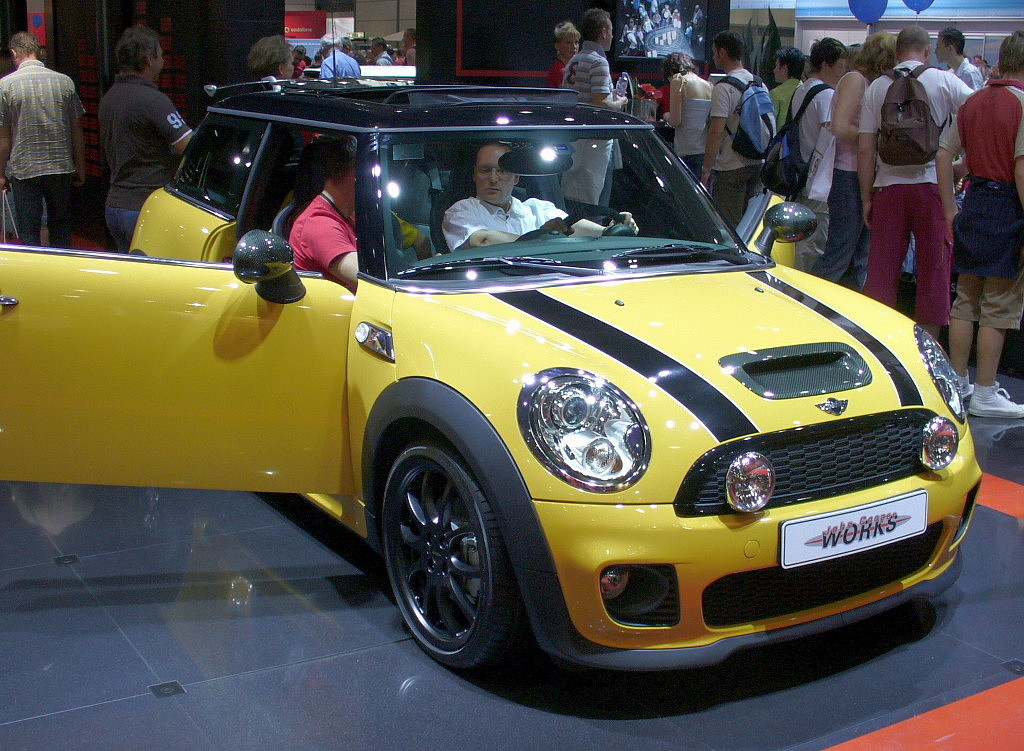
Mini Cooper JCW

John Cooper Works (JCW) est une société anglaise spécialisée dans la préparation automobile, et est basée à Farnborough dans le Hampshire. Elle est la branche sportive de Mini et produit des pièces de tuning et des accessoires pour les lignes des véhicules de la gamme Mini.
Elle a été fondée en 2002 par Michael Cooper, fils de John Cooper, constructeur de voitures de courses.
En 2007, le constructeur munichois BMW rachète John Cooper Works et l'intègre dans la marque Mini.
Sur la première génération de la Mini R50)  , le kit JCW était monté en concession sur :
- La Mini Cooper S, sous forme de préparation moteur (modification de la ligne d'échappement, de la culasse, des bougies, du filtre à air et montage d'un compresseur) où la puissance grimpait à 154 kW (210 ch) et 245 N m à 4 500 tr/min.
- La Mini Cooper, sous forme de kit de préparation acoustique (modification du filtre à air, de la ligne d'échappement et une unité spéciale de la commande électronique du moteur).

Sur la seconde génération de la Mini (R56) , le département JCW est autorisé par BMW à vendre directement ses modèles préparés en concession, ce qui permet à Mini d'étendre sa gamme de trois modèles supplémentaires (la Mini JCW Hatch, la Mini JCW Convertible, et la Mini JCW Clubman).
Sur la troisieme génération de la mini (F56) , les JCW sont directement vendus en concession et affichées sur le catalogue MINI, elle dispose d'un moteur 4 cylindres turbo de 231 chevaux, d'une carrosserie repensée, d'un échappement JCW Pro, et des meilleurs options existants sur les véhicules mini tel que le Harman Kardon.
De plus, tout un tas d'accessoires siglés JCW sont disponibles en concession tel que :
- des tapis de sol
- un kit carrosserie
- des éléments en carbone (spoiler, rétroviseurs, diffuseur d'air, prise d'air...)
- des seuils de portes
- des sièges baquets en cuir/alcantara RECARO
- des jantes
- des systèmes de freinage renforcés
- etc.